# Isosaari (ö i Finland, Norra Österbotten, Koillismaa, lat 65,45, long 28,25)
Isosaari är en ö i Finland. Den ligger i sjön Kurtinjärvi och i kommunen Taivalkoski i den ekonomiska regionen  Koillismaa ekonomiska region  och landskapet Norra Österbotten, i den centrala delen av landet, 600 km norr om huvudstaden Helsingfors. Öns area är 0,9 hektar och dess största längd är 170 meter i nord-sydlig riktning.